# 木曽栄作
木曽 栄作（きそ えいさく、1905年1月19日 - 1984年）は、日本の英語学者。専門は商業英語。
北海道小樽市出身。1927年（昭和2年）小樽高等商業学校卒業。1931年（昭和6年）小樽高等商業学校助教授。1937年、アメリカペンシルベニア大学経営学部大学院に入学し、商業英語と国際貿易の研究のため、文部省在外研究員として在留。1939年、同大学修士課程修了。1943年、正六位に叙される。1944年、小樽経済専門学校教授。翌年、勲六等に叙せられ瑞宝章を授与される。1950年、小樽商科大学教授と小樽経済専門学校教授を兼務。1960年、再びアメリカへの出張を命じられ、ミシガン大学大学院言語学科において、英語学と外国語教授法を学ぶ。1967年、小樽商科大学を退職、小樽商科大学名誉教授。同年、小樽短期大学学長に就任。学長時代に代々木ゼミナール英語講師（同時代には西尾孝など）も務めた。1975年（昭和50年）勲三等旭日中綬章受章。
英語学者としては、商業英語や英文法、実用英語教育の分野に貢献した。特に英語教育の分野では、1948年、北海道英語教育研究会を創立して会長を長く務めたほか、実用英語検定協会北海道支部長を務めた。

## 著作
- 『商業英語活用辞典』 （三省堂出版、1953年）
- 『木曽の基礎英作文型』 （代々木ライブラリー）
- 『木曽の完成英作文演習』 （代々木ライブラリー）
- 『木曽の必修英作文 語句文例集』 （代々木ライブラリー）

など